# Edson Salazar
Edson Salazar Magallanes (Lima, 27 de octubre de 1993) es un futbolista peruano. Juega de delantero  y su equipo actual es Sport Chavelines de la Liga 2. Tiene 31 años.

## Trayectoria
Formado en las divisiones menores del Sporting Cristal, fue promovido al primer equipo para la temporada 2012. Su partido debut se dio en la primera fecha del Descentralizado ante el Cobresol, en el que Salazar marcó su primer gol en el triunfo de su equipo. Posteriormente, fue uno de los goleadores del Torneo de Promoción y Reserva de 2012 donde fue dirigido por Francisco Melgar.
Al siguiente año se fue al Juan Aurich donde no pudo asentarse debido a la falta de confianza de José Mari Bakero y la competencia de delanteros como Roberto Ovelar y Germán Pacheco.
Luego de campeonar en la Segunda División del Perú con Comerciantes Unidos, fue fichado por Ayacucho FC donde le dieron el número 9 compartiendo la delantera con los colombianos Jesús Arrieta y César Valoyes.  A mediados del 2016 refuerza al Deportivo Coopsol club con el que peleó el campeonato de segunda.
Luego de una destacada participación el Chancay para el 2017 refuerza al Real Garcilaso donde será el suplente de Danilo Carando y Carlos Neumann.

## Clubes
| Club                       | País | Año         |
| -------------------------- | ---- | ----------- |
| Sporting Cristal           | Perú | 2012        |
| Juan Aurich                | Perú | 2013        |
| ADA                        | Perú | 2014        |
| Comerciantes Unidos        | Perú | 2015        |
| Ayacucho FC                | Perú | 2016        |
| Deportivo Coopsol          | Perú | 2016        |
| Real Garcilaso             | Perú | 2017        |
| Deportivo Coopsol          | Perú | 2017 - 2018 |
| Asociación Deportiva Tarma | Perú | 2019 - 2020 |
| Sport Chavelines           | Perú | 2021 -      |

## Palmarés

### Campeonatos nacionales
| Título                    | Club                | País | Año  |
| ------------------------- | ------------------- | ---- | ---- |
| Segunda División del Perú | Comerciantes Unidos | Perú | 2015 |